# Aleksander (biskup Bizancjum)
Aleksander (ur. pomiędzy 235 a 245, zm. 337) – biskup Bizancjum w latach 314–337, pierwszy arcybiskup Konstantynopola.
Jest czczony jako święty, jego wspomnienie jest 30 sierpnia w Kościele prawosławnym i 28 sierpnia w Kościele rzymskokatolickim.  